# Siegfried Köhler
Siegfried Köhler (n. 6 octombrie 1935, Forst (Lausitz), Brandenburg, Germania) este un ciclist de performanță ce a reprezentat Germania, medaliat olimpic. A participat la 2 ediții ale Jocurilor Olimpice (1956, 1960) în care a câștigat o medalie de argint.